# Ajda Rooss
Ajda Roos (tudi Ajda Roos Remeta) slovenska igralka, lutkarka in dramaturginja, *5. oktober 1973, Kranj.
Diplomirala je na oddelku za dramaturgijo na AGRFT v Ljubljani. Že v času študija na AGRFT se je dodatno izobraževala v lutkarstvu. Že takrat je kot igralka, lutkarica, dramaturginja in režiserka sodelovala pri mnogih domačih gledaliških in lutkovnih predstavah. Najbolj prepoznavna je po vlogi Ajde, prijateljici zajca Bineta v otroški oddaji Zajček Bine, ki se predvaja na RTV Slovenija od leta 2002. V oddaji je sodelovala tudi kot scenaristka.
V sezonah 2005/2006 in 2008/2009 je bila zaposlena kot dramaturginja v SNG Opera in balet Ljubljana, od leta 2008 do leta 2011 je bila članica Strokovnega sveta Lutkovnega gledališča v Ljubljani, leta 2011 pa je postala umetniška vodja mednarodnega lutkovnega festivala LUTKE 2011. V sezonah 2011/2012 in 2012/2013 je bila Strokovna svetovalka za področje lutkarstva in Umetniška vodja festivala Lutke, v septembru 2013 pa je za obdobje mandata direktorja prevzela umetniško vodenje Lutkovnega gledališča.
Za zbornik dramaturških analiz študentov dramaturgije na AGRFT za knjigo Žrtve, rablji in ... je leta 1996 prejla Študentsko Prešernovo nagrado.